# Aggiornamenti sociali
Aggiornamenti sociali (AS) è una rivista mensile di approfondimento e analisi sulle tematiche sociali, politiche, ecclesiali italiane e internazionali, composta da gesuiti e laici.

## Origini e finalità
Nata nel gennaio del 1950 per iniziativa dei gesuiti del "Centro studi sociali" di Milano, ha sede presso la Fondazione Culturale San Fedele (adiacente alla chiesa) da cui è edita, affiancata da una redazione più piccola a Palermo.
Dalla sua nascita la rivista è impegnata ad analizzare le problematiche dell'epoca contemporanea alla luce della dottrina sociale della Chiesa cattolica, offrendo contributi scientifici e da gruppi di studio che la redazione rielabora perché il lettore possa "orientarsi in un mondo che cambia", come recita uno degli slogan.
Aggiornamenti Sociali fa parte del Jesuit Social Network e della rete dei Centri di Ricerca e Azione dei gesuiti in Europa (Eurojess).

## Storia
Il primo direttore della rivista, dal 1950 al 1957 fu padre Antonio Toldo.
In quegli anni di uscita dal secondo conflitto mondiale e di passaggi cruciali e complessi nell'intera società, la rivista decise di porsi come strumento di lettura ed analisi, considerando in particolare due ambiti: problemi e temi sociali; orientamenti in merito della cultura e del magistero ecclesiale.
Alcuni filoni di maggiore attenzione:
- ascesa e crisi dello stato sociale
- affermazione e declino della modernità (dalle ideologie alla post-modernità)
- riconoscere le nuove emergenze storiche
- sviluppo dei movimenti ecclesiali laici

## Direttori
- 1957-1967 Mario Castelli
- 1967-1975 Angelo Macchi
- 1975-1977 Rocco Baione
- 1977-1981 Giampaolo Salvini
- 1982-1992 Angelo Macchi
- 1993-1996 Mario Reguzzoni
- 1997-2009 Bartolomeo Sorge, già direttore della rivista romana della Compagnia di Gesù La Civiltà Cattolica
- 2010 - 2021 Giacomo Costa
- dal 2022 Giuseppe Riggio